# Enneatypus tenuiflorus
Enneatypus tenuiflorus là một loài thực vật có hoa trong họ Rau răm. Loài này được (Benth.) Roberty & Vautier mô tả khoa học đầu tiên năm 1964.